# VCD 15
VCD 15 —  напівавтоматична штурмова гвинтівка, розроблена зброярем Верні-Карроном із Сент-Етьєна. VCD 15 базується на платформі AR-15, досить близької до військових версій гвинтівок M4 і M16.

## Оператори
- Марокко — спецпризначенці Королівського флоту Марокко[1]

Майбутні
- Україна[2]